# Пушкіно (Ізносковський район)
Пушкіно (рос. Пушкино) — присілок в Ізносковському районі Калузької області Російської Федерації.
Населення становить 23 особи. Входить до складу муніципального утворення Селище Мятлево.

## Історія
Від 2004 року входить до складу муніципального утворення Селище Мятлево

## Населення
| 2002 | 2010 |
| ---- | ---- |
| 39   | ↘23  |